# Melchester Racing
Melchester Racing var ett brittiskt privat formel 1-stall som deltog två tävlingar i slutet av 1970-talet.
Stallet med föraren Tony Trimmer försökte kvala i till loppen i Storbritannien 1977 och Storbritannien 1978 men misslyckades vid båda tillfällena.

## F1-säsonger
| Säsong | Tävlingsnamn      | Bil          | Motor                    | Däck | Poäng | VM-plac. | Förare 1     | Förare 2 |
| ------ | ----------------- | ------------ | ------------------------ | ---- | ----- | -------- | ------------ | -------- |
| 1977   | Melchester Racing | Surtees TS19 | Ford Cosworth DFV 3.0 V8 | G    | -     | (11:a)   | Tony Trimmer | -        |
| 1978   | Melchester Racing | McLaren M23  | Ford Cosworth DFV 3.0 V8 | G    | -     | (8:a)    | Tony Trimmer | -        |